# (225088) Gonggong
(225088) Gonggong (désignation provisoire 2007 OR10) est une planète mineure du système solaire, plus précisément un objet transneptunien du disque des objets épars. Il a été découvert en juillet 2007 par les astronomes américains Megan E. Schwamb, Michael E. Brown et David L. Rabinowitz à l'observatoire Palomar, découverte annoncée en janvier 2009. Il porte le nom de Gonggong, un dieu des eaux de la mythologie chinoise.
Gonggong a une orbite très excentrique (e = 0,50) et inclinée (i = 30,6°) qui l'emmène de 34 à 101 unités astronomiques du Soleil. En 2023, il est à 89 unités astronomiques du Soleil. Selon le Deep Ecliptic Survey, Gonggong est en résonance orbitale de 3:10 avec Neptune.
Gonggong a une magnitude absolue de 1,8 et un diamètre estimé à environ 1 230 kilomètres, ce qui en fait un candidat au statut de planète naine. Au 28 octobre 2019, c'est le cinquième plus gros objet connu qui orbite au-delà de Neptune (en dehors peut-être de Charon, le plus gros compagnon de Pluton, qui est de taille similaire),,. La masse de Gonggong rend juste possible la rétention d'une atmosphère ténue de méthane, même si une telle atmosphère s'échapperait lentement dans l'espace.
Gonggong est rouge, probablement en raison de la présence de composés organiques appelés tholins à sa surface. De la glace d'eau est également présente à sa surface, ce qui laisse présager une brève période d'activité cryovolcanique dans un passé lointain. Avec une période de rotation d'environ 22 heures, Gonggong tourne lentement par rapport aux autres objets transneptuniens, qui ont généralement des périodes inférieures à 12 heures. La lente rotation de Gonggong pourrait avoir été causée par les forces de marée de son satellite naturel, nommé Xiangliu. La découverte de ce dernier a été dévoilée le 17 octobre 2016 par Gábor Marton, Csaba Kiss et Thomas Müller. Ce compagnon, d'un diamètre d'environ 300 kilomètres, a été découvert à partir d'images du télescope spatial Hubble datant de septembre 2010.

## Découverte
(225088) Gonggong a été découvert le 17 juillet 2007, par  l'équipe du California Institute of Technology (CalTech) composée des astronomes américains Megan E. Schwamb, Michael E. Brown et David L. Rabinowitz, dans le cadre du Palomar Distant Solar System Survey, un relevé menée pour trouver des objets éloignés dans la région de Sedna, au-delà de 50 unités astronomiques du Soleil, en utilisant le télescope Samuel-Oschin à l'observatoire Palomar, près de San Diego, en Californie. Le relevé a été conçu pour détecter les mouvements d'objets jusqu'à au moins 1 000 unités astronomiques du Soleil. Schwamb a identifié Gonggong en comparant des images en utilisant la technique du clignotement. Dans les images de découverte, Gonggong semblait se déplacer lentement, suggérant qu'il s'agit d'un objet distant. La découverte a été annoncée en janvier 2009. La découverte faisait partie de la thèse de doctorat de Schwamb, dont Michael Brown était le directeur de thèse au California Institute of Technology.

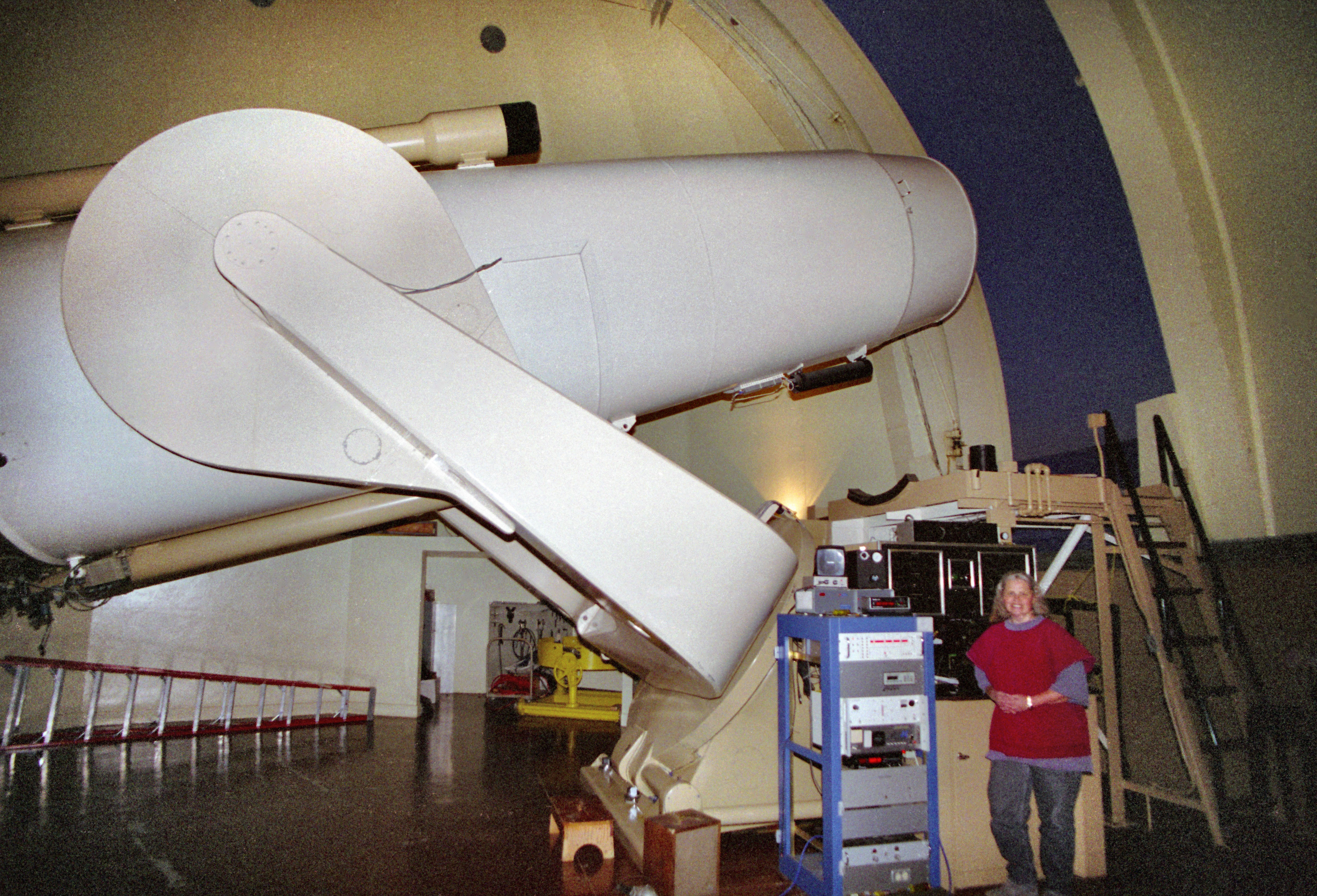
Gonggong a été découvert à l'aide du télescope Samuel-Oschin à l'observatoire Palomar.

Des observations de pré-découverte ont par la suite été retrouvées. La plus ancienne image connue (en 2023) de Gonggong a été prise à l'Observatoire de La Silla le 19 août 1985.

## Désignation et nom
L'objet, découvert le 17 juillet 2007, reçoit la désignation provisoire 2007 OR10. Le 4 novembre 2009, il reçoit sa numérotation définitive, (225088).
Dans l'attente d'une dénomination officielle, Michael Brown a surnommé ce corps Blanche-Neige (en anglais : Snow-white) pour sa couleur blanche présumée : le corps était présumé de très grande taille ou de très grande luminosité pour être détecté par leur relevé astronomique. L'objet a également été surnommé le « septième nain » (en anglais : seventh dwarf) car il s'agit du septième objet mineur transneptunien à avoir été découvert par l'équipe de Michael Brown, après Quaoar en 2002, Sedna en 2003, Hauméa et Orcus en 2004 puis Makémaké et Éris en 2005. Cependant, Gonggong s'est avéré être l'un des objets les plus rouges de la ceinture de Kuiper, uniquement comparable à Quaoar à cet égard, et le surnom fut alors abandonné. En mai 2015, un sondage lancé par un internaute sur Reddit permet aux utilisateurs de proposer leurs noms favoris[source secondaire nécessaire], parmi lesquels on peut citer Achlys, Brigit, Chthonienne, Coventina, Enki, Gallu, Kères, Mixcoatl, Tartare, Thanatos ou encore Tlaloc. Courant 2016, Megan Schwamb, co-découvreuse de l'objet, affirme sur son compte Twitter qu'elle souhaite engager les démarches pour nommer officiellement l'objet avant la fin de l'année 2016. Michael Brown affirme quant à lui qu'il souhaiterait nommer l'objet en s'inspirant de l'univers mythologique des Oompa Loompas, personnages de fiction présents dans le roman pour enfants Charlie et la Chocolaterie.
Gonggong était, avant qu'il ne soit formellement nommé, l'objet le plus gros connu du système solaire sans nom officiel. En 2011, Mike Brown a considéré que suffisamment d'informations étaient connues sur ce corps pour justifier de lui donner un nom, car la découverte de glace d'eau et la possibilité de méthane le rend suffisamment notable pour justifier une étude plus approfondie. Jusque début 2019, aucun nom n'avait cependant été proposé à l'Union astronomique internationale et, comme a pu le noter Mike Brown, à partir de novembre 2019 (dix ans après la numérotation de l'objet), n'importe qui aurait pu proposer un nom. Des pétitions ont été lancées pour attribuer un nom à l'objet, dont une suggérant le nom Gebeleizis.
Finalement, un vote est ouvert en ligne 9 avril au 10 mai 2019 afin de choisir le nom de cet objet parmi trois propositions : Gonggong, Holle et Vili. Le 29 mai 2019, Meg Schwamb annonce que Gonggong a recueilli le plus de voix et que ce nom va donc être formellement soumis à l'Union astronomique internationale pour approbation. Sur plus de 280 000 votes, Gonggong a en effet remporté 46 % des voix, contre 31 % pour Vili et 23 % pour Holle. Le nom est formellement attribué à l'objet dans la circulaire du Centre des planètes mineures du 5 février 2020,.

## Caractéristiques physiques

### Taille et magnitude
| Année | Diamètre          | Méthode         | Réf.   |
| ----- | ----------------- | --------------- | ------ |
| 2010  | 1 752 km          | thermal         | [ 21 ] |
| 2011  | 1 200+300 −200 km | best fit albedo | [ 22 ] |
| 2012  | 1 280 ± 210 km    | thermal         | [ 9 ]  |
| 2013  | 1 142+647 −467 km | thermal         | [ 23 ] |
| 2013  | 1 290 km          | radiometric     | [ 24 ] |
| 2016  | 1 535+75 −225 km  | thermal         | [ 25 ] |
| 2018  | 1 230 ± 50 km     | radiometric     | [ 26 ] |

Comparaison de la taille, de l'albédo et de la couleur de divers grands objets transneptuniens. Les arcs gris représentent l'incertitude sur la taile des objets.

Gonggong a une magnitude absolue (H) de 1,86, ce qui le place, en dehors des planètes, à la sixième position des objets les plus brillants orbitant directement autour du Soleil. Gonggong brille moins que Sedna (H = 1,52 pour un diamètre d'environ 1 000 km) mais plus qu'Orcus (H = 2,18 pour un diamètre d'environ 910 km).
Étant en 2023 à 89 unités astronomiques du Soleil, Gonggong a une magnitude apparente de 21,4.
En 2019, on estime que Gonggong a un diamètre de 1 230 ± 50 kilomètres, valeur dérivée de mesures radiométriques, de sa masse calculée et en supposant une masse volumique similaire à d'autres corps similaires. Gonggong fait ainsi approximativement la même taille que le plus gros compagnon de Pluton, Charon (1 212 ± 1 kilomètres). Cela fait de Gonggong le cinquième plus grand objet transneptunien connu, supplanté seulement par les quatre planètes naines transneptuniennes (plutoïdes) reconnues : Pluton, Éris, Hauméa et Makémaké.
L'Union astronomique internationale (UAI) ne s'est pas prononcée sur la possibilité d'ajouter des objets à la liste des planètes naines officiellement reconnues depuis l'ajout de Makémaké et de Hauméa en 2008, donc avant l'annonce de la découverte de Gonggong,. Étant donné sa taille, Gonggong est néanmoins un candidat à ce statut et est considéré comme tel par plusieurs astronomes,,. Mike Brown, se basant sur la mesure radiométrique de 2013 donnant un diamètre de 1 290 kilomètres, estime que Gonggong « doit être une planète naine même s'il est principalement rocheux ». Sur la base de son plus petit diamètre possible, c'est-à-dire 580 kilomètres en faisant l'hypothèse d'une surface complètement réfléchissante avec un albédo de 1, et ce qui était à l'époque attendu comme limite inférieure de taille pour l'équilibre hydrostatique d'un corps glacé-rocheux froid, 200 kilomètres, Scott Sheppard et des collègues pensent que Gonggong est vraisemblablement une planète naine. Cependant, Japet n'est pas en équilibre hydrostatique bien qu'ayant un diamètre de 1 470 kilomètres, donc le cas reste incertain.
En 2010, l'astronome uruguayen Gonzalo Tancredi avait initialement estimé que Gonggong avait un diamètre de 1 752 kilomètres, mais son statut de planète naine ne fut pas réglé étant donné qu'il n'y avait pas de données de courbe de lumière ou d'autres informations pour certifier sa taille. Gonggong est trop éloigné pour être directement résolu ; Brown donnait une vague estimation de son diamètre dans les 1 000 à 1 500 kilomètres sur la base d'un albédo de 0,18, celui qui s'ajustait le mieux dans son modèle. Un relevé, conduit par une équipe d'astronomes de l'observatoire spatial Herschel de l'Agence spatiale européenne en 2012, a permis d'estimer son diamètre à 1 280 ± 210 kilomètres, sur la base des propriétés thermiques de Gonggong observées en infrarouge lointain. Cette mesure est compatible avec l'estimation de Brown. Des observations ultérieures en 2013, utilisant des données d'émission thermique d'Herschel et de Spitzer, suggérèrent une taille de 1 142+647
 −467 kilomètres, un peu plus faible mais avec une bien plus grande incertitude et donc pleinement compatible
En 2016, la combinaison d'observations de Kepler et de données d'émission thermiques d'archive d'Herschel suggérèrent que Gonggong était sensiblement plus gros qu'estimé jusqu'alors, donnant une taille estimée à 1 535+75
 −225 km en supposant une vue équatoriale et un albédo de 0,089,. Cette valeur aurait fait de Gonggong le troisième plus gros transneptunien connu, derrière Pluton et Éris mais devant Makémaké,. Ces observations de Gonggong faisaient partie de la mission K2, qui comprenait l'étude de petits corps du système solaire. Des mesures ultérieures, en 2018, révisèrent l'estimation de la taille de Gonggong à la baisse avec une valeur de 1 230 ± 50 kilomètres, basée sur la masse et la densité de Gonggong dérivées de l'orbite de son satellite et la découverte qu'on a une vue presque polaire de Gonggong. Avec cette nouvelle estimation, Gonggong retrouve la cinquième place parmi les plus gros objets transneptuniens connus.

### Surface et spectre
La surface de Gonggong a un albédo de 0,14. On s'attend à ce que la composition de la surface de Gonggong et son spectre soient similaires à ceux de Quaoar étant donné que les deux objets sont rouges et montrent des signes de glace d'eau et possiblement de méthane dans leur spectre. Le spectre de réflectance de Gonggong a été mesuré pour la première fois en 2011, dans le proche infrarouge avec le spectrographe Folded port InfraRed Echellette (FIRE) sur le télescope Magellan Baade à l'observatoire de Las Campanas, au Chili. Le spectre de Gonggong présente une importante pente spectrale rouge ainsi que de larges bandes d'absorption à 1,5 et 2 micromètres, ce qui signifie que Gonggong réfléchit plus de lumière à ces longueur d'onde[Quoi ?]. Des mesures photométriques supplémentaires obtenues avec la Wide Field Camera 3 du télescope spatial Hubble montrent des bandes d'absorption similaires à 1,5 micromètre, lesquelles sont caractéristiques de la glace d'eau, une substance souvent trouvée sur les grands objets de la ceinture de Kuiper. La présence de glace d'eau à la surface de Gonggong implique une brève période de cryovolcanisme dans un lointain passé, lorsque l'eau s'est échappée de son intérieur, s'est déposée à sa surface puis à gelé.
Gonggong fait partie des objets transneptuniens les plus rouges connus, en particulier en lumière visible et en proche infrarouge. Sa couleur rouge est inattendue pour un objet ayant une quantité importante de glace d'eau à sa surface, les objets e ce type étant habituellement neutres en couleur, d'où son surnom initial de « Blanche-Neige ». La couleur de Gonggong implique que du méthane est présent à sa surface, bien que ce composé n'ait pas été directement détecté dans le spectre de Gonggong en raison du faible rapport signal sur bruit des données. La présence de méthane gelé expliquerait sa couleur comme résultat de la photolyse du méthane par le rayonnement solaire et les rayons cosmiques, laquelle produit des composés organiques rougeâtres connus sous le nom de tholins. Des observations du spectre proche infrarouge de Gonggong en 2015 ont révélé une absorption à 2,27 micromètre, signalant la présence de méthanol et de ses produits d'irradiation à sa surface. On s'attend à ce que le méthanol rende plus brillante la surface de Gonggong, bien que l'irradiation de glace d'eau puisse expliquer sa surface sombre actuelle.
Gonggong est suffisamment grand pour pouvoir retenir des traces de méthane volatil à sa surface, même lorsqu'il est au plus près du Soleil (33,7 unités astronomiques), où les températures sont supérieures à celles de Quaoar. En particulier, la grande taille de Gonggong signifie qu'il retient vraisemblablement des traces d'autres espèces volatiles, dont l'ammoniac, le monoxyde de carbone et possiblement l'azote, que presque tous les objets transneptuniens perdent au cours de leur existence. Comme pour Quaoar, on s'attend à ce que Gonggong soit proche de la masse limite au-delà de laquelle il serait capable de retenir ces espèces volatiles à sa surface.

### Masse et densité
Grâce à l'orbite de Xiangliu, le satellite de Gonggong, la masse de ce dernier a été calculée comme valant 1,75 × 1021 kilogrammes et sa masse volumique 1,72 ± 0,16 g/cm3. À partir de ces estimations, la taille de Gonggong a été estimée à 1 230 kilomètre. Étant donné cette masse, le diamètre de 1 535 kilomètres estimé en 2016 aurait impliqué une masse volumique de 0,92 g/cm3, ce qui aurait été étonnamment faible.
Gonggong est le cinquième transneptunien le plus massif parmi tous ceux que l'on connaît en 2023, dépassé seulement par Éris, Pluton, Hauméa et Makémaké. Gonggong est légèrement plus massif et dense que Charon, qui a une masse de 1,586 × 1021 kilogrammes et une masse volumique de 1,702 g/cm3,. Étant donné ses taille, masse et densité, on s'attend à ce que Gonggong soit en équilibre hydrostatique avec une forme de sphéroïde de Maclaurin légèrement aplati du fait de sa rotation,.

### Rotation et orientation
La période de rotation de Gonggong a été mesurée pour la première fois en mars 2016, grâce à l'observation des variations de sa luminosité avec le télescope spatial Kepler. L'amplitude de la courbe de lumière de Gonggong observée par Kepler est faible, n'atteignant que 0,09 magnitude. La faible amplitude de la courbe de lumière de Gonggong indique que Gonggong est observé depuis au-dessus de ses pôles, idée renforcée par l'inclinaison observée de l'orbite de son satellite. Les observations de Kepler étaient ambiguës sur la période de rotation de Gonggong, deux valeurs étant possibles : 44,81 ± 0,37 heures et 22,40 ± 0,18 heures,. Sur la base du meilleur modèle pour l'orientation de son pôle de rotation, la valeur de 22,40 ± 0,18 heures semble être la plus plausible. Dans tous les cas, Gonggong a une rotation lente en comparaison d'autres transneptuniens, qui ont habituellement des périodes de rotation comprises entre 6 et 12 heures. En raison de la lenteur de sa rotation, on s'attend à ce que Gonggong ait un faible aplatissement, estimé à 0,03 et 0,007 pour les périodes de rotation de respectivement 22,40 et 44,81 heures.

## Atmosphère
La présence de tholins à la surface de Gonggong implique la possibilité de l'existence d'une atmosphère ténue de méthane, comme pour Quaoar. Bien que Gonggong s'approche parfois plus près du Soleil que Quaoar, là où il devient suffisamment chaud pour qu'une atmosphère de méthane puisse s'échapper, sa plus grande masse pourrait permettre la rétention de méthane. À l'aphélie, le méthane et d'autres espèces volatiles se condenseraient à la surface de Gonggong, permettant une irradiation à long terme qui résulterait sinon en une baisse de l'albédo. Un albédo plus faible contribuerait à la perte des espèces hautement volatiles comme l'azote, puisqu'un albédo plus faible correspond à plus de lumière absorbée par la surface (et donc pas réfléchie), ce qui conduirait à un réchauffement plus important de la surface. Par conséquent, on s'attend à ce que l'atmosphère de Gonggong ne contiennent que des traces d'azote tandis que le méthane est probablement retenu.
On pense que Gonggong a eu une activité cryovolcanique ainsi qu'une atmosphère plus substantielle peu après sa formation. On s'attend à ce que cette activité cryovolcanique fût brève et que l'atmosphère résultante se soit progressivement échappée. Les gaz volatils, comme l'azote et le monoxyde de carbone, furent perdus, tandis que les gaz moins volatils comme le méthane perdurent vraisemblablement dans son atmosphère ténue actuelle.

## Orbite
Gonggong suit une orbite semblable à celle de la planète naine Éris, caractérisée par un demi-grand axe de 67,33 unités astronomiques, une excentricité de 0,50 et une inclinaison de 30,6° par rapport à l'écliptique. En raison de son orbite très excentrique, la distance entre Gonggong et le Soleil varie considérablement au cours de son orbite, de 33,7 unités astronomiques au périhélie à 101,2 unités astronomiques à l'aphélie. Gonggong complète une orbite en 554 ans ; il a atteint son périhélie en 1857 et atteindra son aphélie en 2134.
Le demi-grand axe (ou de façon équivalente la période), l'inclinaison et l'excentricité de l'orbite de Gonggong sont toutes plutôt extrêmes par rapport à d'autres grands corps du système solaire. Parmi les planètes naines probables, sa période est la troisième plus longue, seulement dépassée par celles d'Éris (558 ans) et de Sedna (environ 12 000 ans). Son inclinaison est deuxième, seulement dépassée par celle d'Éris (44°), et son excentricité est également deuxième, juste derrière Sedna (0,84).
En raison de son orbite excentrique et inclinée, le Centre des planètes mineures classe Gonggong parmi les objets épars. Le Deep Ecliptic Survey montre que l'orbite de Gonggong est en résonance 3:10 avec Neptune, c'est-à-dire que Gonggong parcourt trois orbites autour du Soleil pendant que Neptune en parcourt en dix.
Gonggong se trouve en 2023 à 89 unités astronomiques du Soleil,.

## Satellite

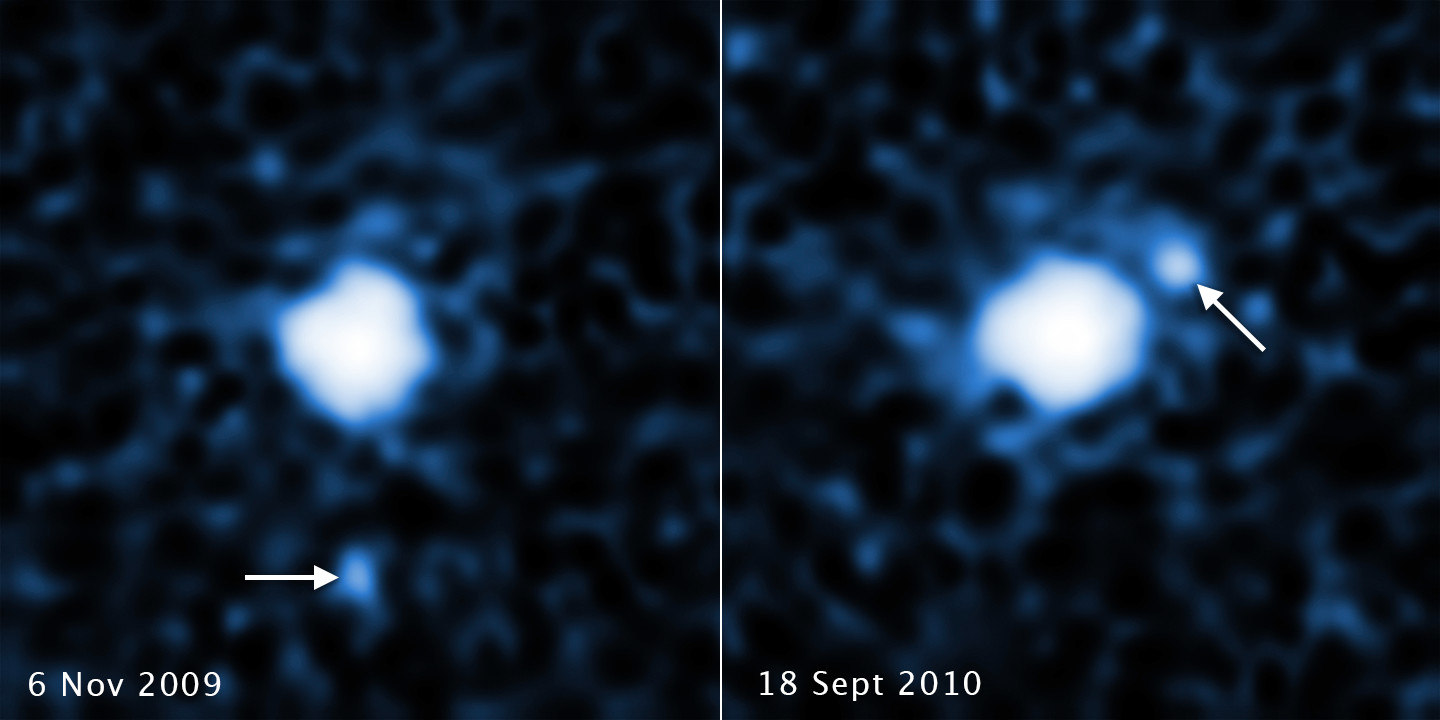
Image de Gonggong et de sa lune Xiangliu par Hubble.

À la suite de la découverte en mars 2016 que Gonggong était un rotateur inhabituellement lent, la possibilité a été évoquée qu'un satellite puisse l'avoir ralenti par effet de marée. Les indications d'un possible satellite en orbite autour de Gonggong a conduit Csaba Kiss et son équipe à analyser des observations d'archive de Gonggong faites par Hubble dans le cadre d'un relevé d'objets transneptuniens. L'analyse des images de Hubble prises le 18 septembre 2010 a permis aux astronomes hongrois Gábor Marton et Csaba Kiss, de l'observatoire Konkoly, en Hongrie, et à Thomas Müller, de l'Institut Max-Planck, en Allemagne, de révéler un faible satellite en orbite autour de Gonggong à une distance d'au moins 15 000 kilomètres. Marton a annoncé la découverte le 17 octobre 2016 à Pasadena, lors du colloque commun au Colloque européen de planétologie et à la Division des sciences planétaires de l'Union américaine d'astronomie,.
Le satellite aurait un diamètre de l'ordre de 100 kilomètres. Il orbite a environ 24 000 kilomètres de Gonggong et a une période orbitale de 25 jours. Le 5 février 2020, le satellite a été officiellement nommé Xiangliu, d'après Xiangliu, le monstre serpent venimeux à neuf têtes, ministre de Gonggong dans la mythologie chinoise. Ce nom a été officialisé en même temps que celui de Gonggong.
À l'exception des photographies de septembre 2010, les découvreurs ont rapporté une tentative de détection de satellite sur des photographies datant de 2009. Une fois le rayon orbital et la période de rotation connues, un calcul rapide de sa masse et de sa densité globale seront possibles. Les corps sont cependant suffisamment distant l'un de l'autre pour ne pas être en rotation synchrone ; de même le satellite serait suffisamment petit et de surface sombre pour que les premières estimations de la taille du corps parent restent pertinentes,.

### Note
1. ↑  [MP3] La prononciation du nom « Gonggong » en mandarin peut être écoutée ici (crédit Quanzhi Ye).
2. ↑  Le diamètre minimal résultant, 580 kilomètres, est calculé à partir de l'équation suivante : {\displaystyle E={\frac {1329km}{\sqrt {p}}}10^{-0.2H}}, où {\displaystyle H} est la magnitude absolue de Gonggong et {\displaystyle p} est l'albédo de Gonggong, ici supposé égal à 1[30].